# گربه‌کوسه شکم‌کوتاه
گربه‌کوسه شکم‌کوتاه (نام علمی: Apristurus breviventralis) نام یک گونه از سرده گربه‌کوسه‌های دیو است.